# Ursula Braun-Moser
Ursula Braun-Moser, née le 25 mai 1937 à Francfort-sur-le-Main et morte le 2 mai 2022, est une femme politique allemande.
Membre de l'Union chrétienne-démocrate d'Allemagne, elle siège au Parlement européen de 1984 à 1989 et de 1990 à 1994. Elle rejoint ensuite le parti Alternative pour l'Allemagne puis l'Alliance pour le progrès et le renouveau.